# کشتن مرغ مقلد
کشتن مرغ مقلد یا کشتن مرغ مینا (به انگلیسی: To Kill a Mockingbird) رمانی نوشته هارپر لی، نویسنده آمریکایی در سال ۱۹۶۰ میلادی است.
وی برای نوشتن این رمان در سال ۱۹۶۴ میلادی، جایزه پولیتزر را به دست آورد. از زمان اولین انتشار تاکنون، بیش از ۴۰ میلیون نسخه از این کتاب به فروش رفته و به بیش از ۴۰ زبان بین‌المللی ترجمه شده‌است. تیراژ نخستین چاپ رُمان کشتن مرغ مقلد ۵ هزار نسخه بود. با وجود برخورد با مسائل جدی مانند تجاوز به عنف و نابرابری نژادی، این رمان برای گرما و طنز آن مشهور است. پدر راوی، اتیکاس فینچ، به عنوان یک قهرمان اخلاقی برای بسیاری از خوانندگان و به عنوان یک مدل از یکپارچگی برای وکلا نشان داده شده‌است. به عنوان یک رمان گوتیک جنوبی و رمان تربیتی، تم اولیه کشتن مرغ مقلد شامل بی عدالتی نژادی و کشتار بی گناهی است. محققان اشاره کرده‌اند که لی همچنین مسائل مربوط به طبقات اجتماعی، شجاعت، محبت و نقش‌های جنسیتی در جنوب آمریکا را به خوبی به مخاطب منتقل کرده‌است.

## داستان

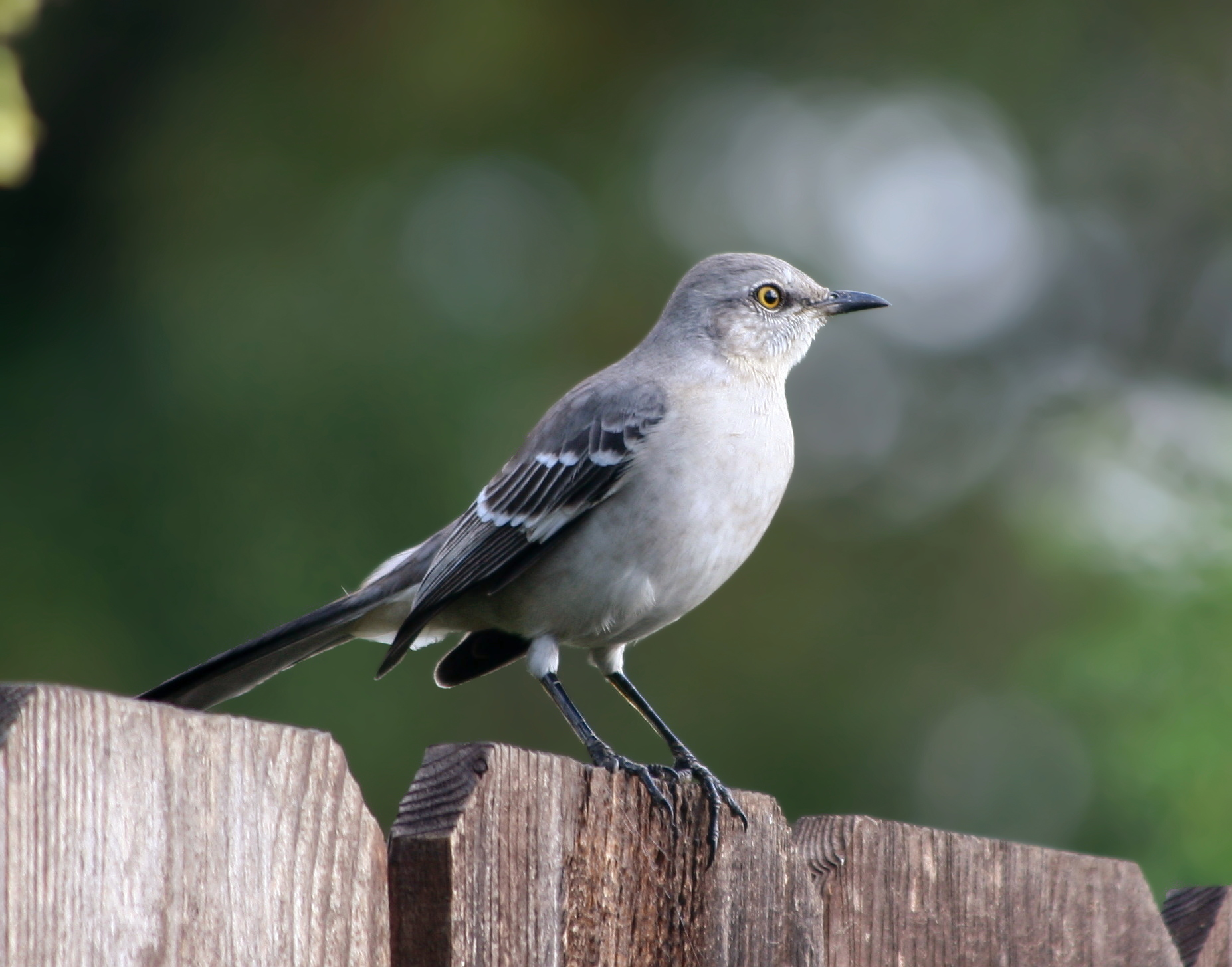
هارپر لی از مرغ مقلد به‌عنوان نماد معصومیت استفاده کرده‌است.

رمان کشتن مرغ مقلد از زبان دختری به نام اسکات فینچ روایت می‌شود که دختر وکیل سفیدپوستی به نام اتیکاس فینچ است که دفاع از جوان سیاه‌پوستی به نام تام رابینسون را که به اتهام ناروای تجاوز به یک دختر سفیدپوست در شهر کوچکی به نام مِیکوم، آلاباما محاکمه می‌شود، به عهده می‌گیرد. مردم این شهر در رمان، مردمی خودپسند و نژادپرست معرفی شده‌اند. اتیکاس فینچ، وکیلی انسان‌دوست، جسور و شجاع و پدری مهربان و دوست‌داشتنی است. او با قدرت و بی‌باکی از عدالت و انسانیت دفاع می‌کند و در مقابل تعصب، نفرت و خشونت نژادی و ریاکاری مردم می‌ایستد. تم اصلی رمان، معصومیت و قربانی‌شدن آن در برابر بی‌عدالتی و تعصب نژادی است و عنوان آن برگرفته از صحنه‌ای است که در آن اتیکاس تفنگ بادی‌ای به‌عنوان هدیهٔ کریسمس برای فرزندانش می‌خرد و از آنها می‌خواهد که به خاطر داشته باشند که هیچ‌گاه به مرغ مقلد شلیک نکنند، چون کشتن مرغ مقلد «گناه» است.

## اقتباس
در سال ۱۹۶۲ میلادی، رابرت مولیگان فیلمی را با همین نام از روی آن ساخت. در نظرخواهی‌های عمومی، همواره از فیلم  کشتن مرغ مقلد به عنوان یکی از محبوب‌ترین فیلم‌های تمام عمر تماشاگران سینما نام برده می‌شود.